# أنتوني لوبيز بيرالتا
أنتوني لوبيز بيرالتا (بالفرنسية: Antony Lopez Peralta)‏ (18 أغسطس 1981 برويان في فرنسا - ) هو لاعب كرة قدم فرنسي في مركز الوسط. لعب مع ستاد لافال ونادي أميين ونادي إستر ونادي تشيربورغ ونادي تور ونادي جازيليك أجاكسيو ونادي كان وأولمبيك أليس.

## روابط خارجية
- أنتوني لوبيز بيرالتا على موقع قاعدة بيانات كرة القدم.إي يو (الإنجليزية)
- أنتوني لوبيز بيرالتا على موقع Soccerway.com (الإنجليزية)
- أنتوني لوبيز بيرالتا على موقع عالم كرة القدم.نت (الإنجليزية)
- أنتوني لوبيز بيرالتا على موقع GSA (الإنجليزية)